# Цона Прод. Мекано А. - Злим-Пишина (Латина)
Цона Прод. Мекано А. - Злим-Пишина је насеље у Италији у округу Латина, региону Лацио.
Према процени из 2011. у насељу је живело 52 становника. Насеље се налази на надморској висини од 40 м.